# Leptodermella incarnata
Leptodermella incarnata är en svampart som först beskrevs av Giacopo Bresàdola, och fick sitt nu gällande namn av Franz Xaver von Höhnel 1915. Leptodermella incarnata ingår i släktet Leptodermella, divisionen sporsäcksvampar och riket svampar.   Inga underarter finns listade i Catalogue of Life.